# オボローニ区
オボローニ区、オボロン区（ウクライナ語: Оболонський район）は、ウクライナの首都であるキーウの区の一つ。キーウの北部、ドニプロ川の右岸に位置する。1975年から存在したミンスク区（Мінський район）の改名によって2001年1月1日に設置された。面積は110.2 km²、人口は306 000人（2001年）。区名は11世紀のオボローニ庄にちなむ。ペトリーウカ市場、オボローニ工場などがある。

## 人口

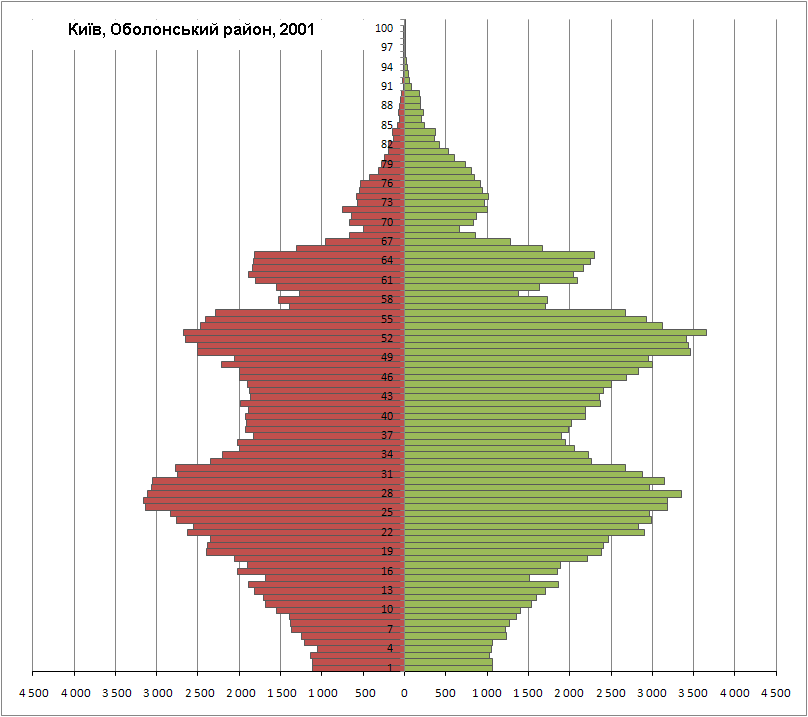
2001年ウクライナ国勢調査によるオボローニ区の人口ピラミッド

区内の人口の推移は次のとおりである。
- 2001年 — 306,173人
- 2008年 — 311,947人
- 2020年 — 319,173人
- 2021年 — 318,137人

## リンク
- オボローニ区の公式サイト